# Toshiki Ishikawa
Toshiki Ishikawa (石川 俊輝 Ishikawa Toshiki?), född 10 juli 1991 i Saitama prefektur, är en japansk fotbollsspelare.
Ishikawa började sin karriär 2014 i Shonan Bellmare. Han spelade 120 ligamatcher för klubben. Med Shonan Bellmare vann han japanska ligacupen 2018. 2019 flyttade han till Omiya Ardija.